# Anthonio Hurdt
Anthonio Hurdt, ook wel Anthony Hurt (Middelburg, ca. 1635 - Batavia, 7 december 1689) was een koopman in dienst van de VOC. Hij was van 1669 tot 1672 gouverneur van Banda en van 1672 tot 1678 gouverneur van Ambon. In 1678 leidde hij op Java de expeditie naar Kediri, waarbij Amangkurat II hersteld werd op de troon van Mataram door het verslaan van de opstandeling Trunajaya. In 1684 werd hij in Batavia directeur-generaal in de Raad van Indië.

## Loopbaan in de Oost

### Banda

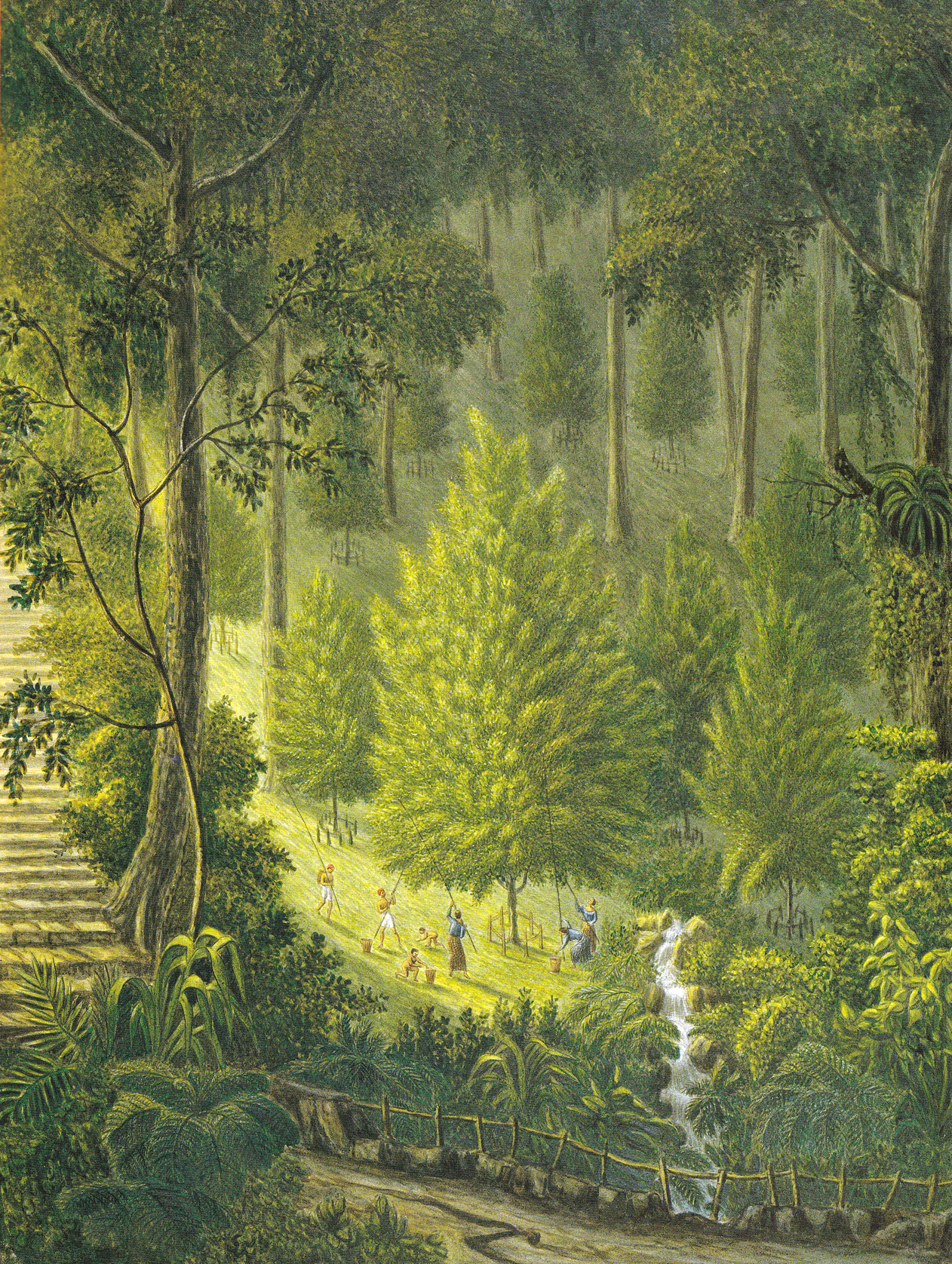
Nootmuskaatoogst op Lontor.

Hurdt vertrok op 20 januari 1652 met het schip Verenigde Provinciën van de VOC-Kamer Zeeland in de rang van assistent-koopman naar Batavia, en kwam daar op 21 juli 1652 aan. Hij ging direct door naar Banda Neira. Daar werkte hij tot 1657 als onderkoopman en geheimschrijver (secretaris mede voor vertrouwelijke stukken). Daarna werd hij bevorderd tot koopman, en volgde zijn ex-schoonvader Pieter van Beusecom op als opperhoofd op Lontor, het grootste Banda-eiland. Zijn vrouw was Anna van Beusecom, maar zij stierf in april 1661, vijf dagen na de geboorte van een tweeling, die haar niet lang overleefde. Na het overlijden van de gouverneur van Banda, Abraham Weyns, ook in dat jaar, werd Hurdt opperkoopman en vice-gouverneur onder Leonard van Sorgen, die korte tijd later ook overleed. Hurdt nam toen enige tijd het gouverneurschap waar, tot hij in augustus van Jacob Hustaert, gouverneur van Ambon, van plaats moest wisselen met de tweede man op Ambon, Anthony van Voorst. In oktober werd dat op beider verzoek weer omgedraaid. Hurdt werd toen vice-gouverneur van Banda onder Johannes van Dam. Hij kreeg echter onenigheid met hem, waarop hij in oktober 1663 werd teruggeroepen naar Batavia. Hij gaf daar pas in juni 1664 gehoor aan, waarna hij in juli als opperhoofd naar de factorij in Banjarmasin aan de zuidkust van Borneo werd gezonden. Hij kreeg ruim 66.000 gulden en katoenen kleden uit Coromandel mee om daar peper mee in te kopen.

### Banjarmasin en Timor
Er was in Banjarmasin recent een machtswisseling geweest en Hurdt kreeg de opdracht 'dat tusschen den ouden en nieuwen pangéran, in cas van troublen, neutraliteyt sal gehouden worden'. Het lukte Hurdt in september het uit 1660 daterende handelscontract van de VOC ook door de nieuwe pangeran, Soerianata geheten, bevestigd te krijgen. In oktober was hij weer terug in Batavia, maar vanwege een slechte oogst met veel minder peper dan waar op gehoopt was. Op 2 januari 1665 werd hij aangesteld als opperhoofd op Timor, waar vanuit Fort Concordia sappanhout werd ingekocht. Hurdt kreeg koopwaar en munitie en voorraden voor het fort mee. Vanaf Timor rapporteerde hij dat het fort hoognodig reparaties nodig had en dat door de kooplieden daar 'soo wel van de minste, als van de meeste, een seer vuyl, slordig en ongereguleert leven is geleyt, soo met droncken drincken, als hoereeren'. In oktober 1666 besloot Batavia het garnizoen in Timor te verminderen tot 40 man, en de overige 100 met Hurdt naar Ambon te sturen.

### Ambon

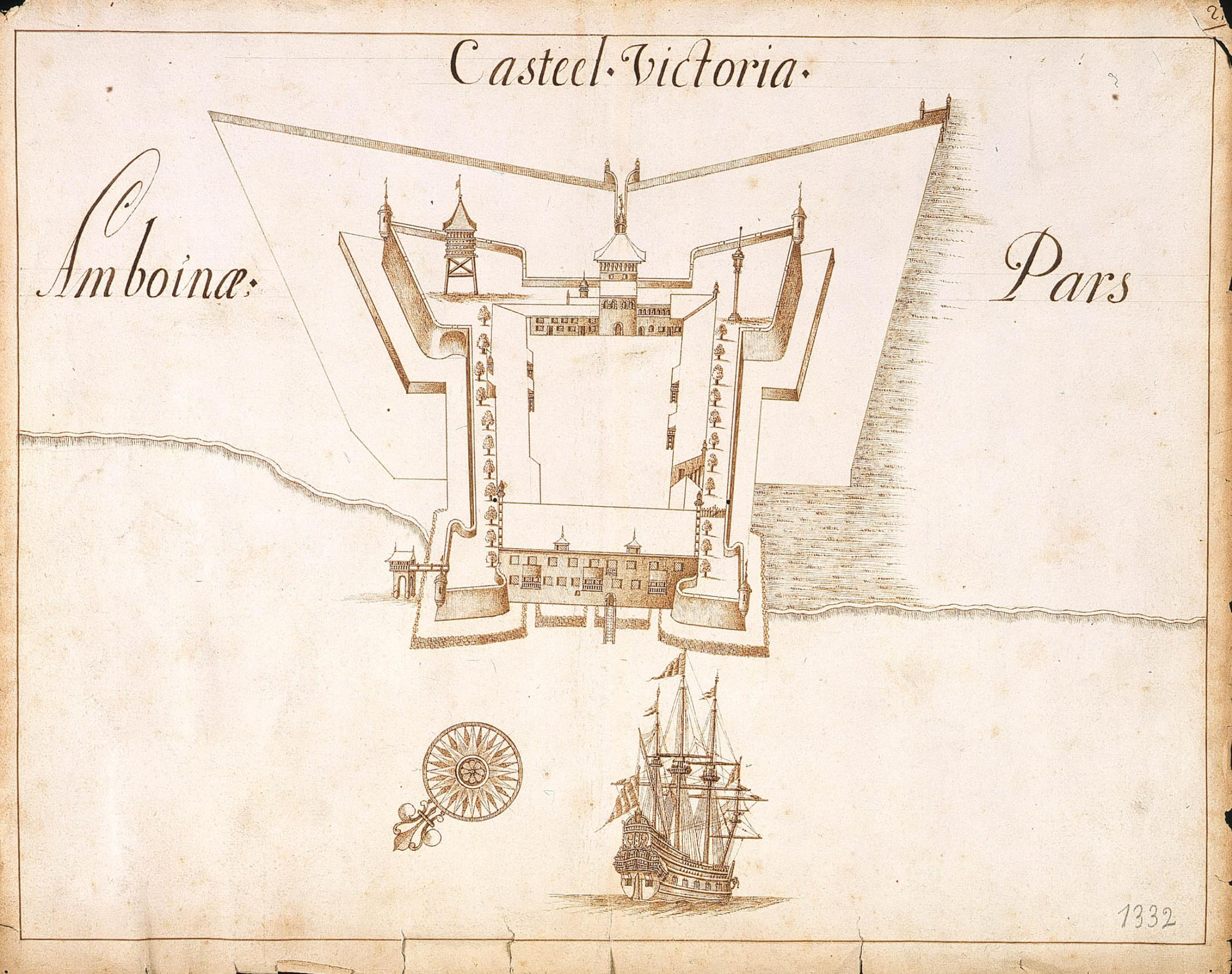
Kasteel Victoria op Ambon.

Hurdt werd in Ambon tweede man onder de gouverneur Pieter Marville. Op 10 april 1667 overleed Marville 'en syn gantsche familie'. Hurdt werd toen in mei door Cornelis Speelman benoemd tot waarnemend gouverneur. Speelman was op 26 mei in Ambon aangekomen als 'superintendent en visitateur' op een tocht langs diverse eilanden in het kader van de expeditie tegen Makassar. Hij stelde Georg Rumphius aan als Hurdts secunde (tweede persoon en plaatsvervanger). In maart 1669 werd Marville officieel opgevolgd door Jacob Cops, die daarvoor gouverneur van Banda was. Hurdt schreef in april een zogeheten memorie van overgave met een overzicht van de stand van zaken op Ambon, en volgde Cops toen op als gouverneur van Banda. Drie jaar later herhaalde zich dat, toen er over Cops veel klachten kwamen en hij ruzie kreeg met zijn tweede man Cornelis Francx. Cops werd in april 1672 teruggeroepen naar Batavia en Hurdt werd benoemd tot zijn opvolger op Ambon. Hij werd bovendien aangesteld als commissaris om de klachten over Cops te onderzoeken.

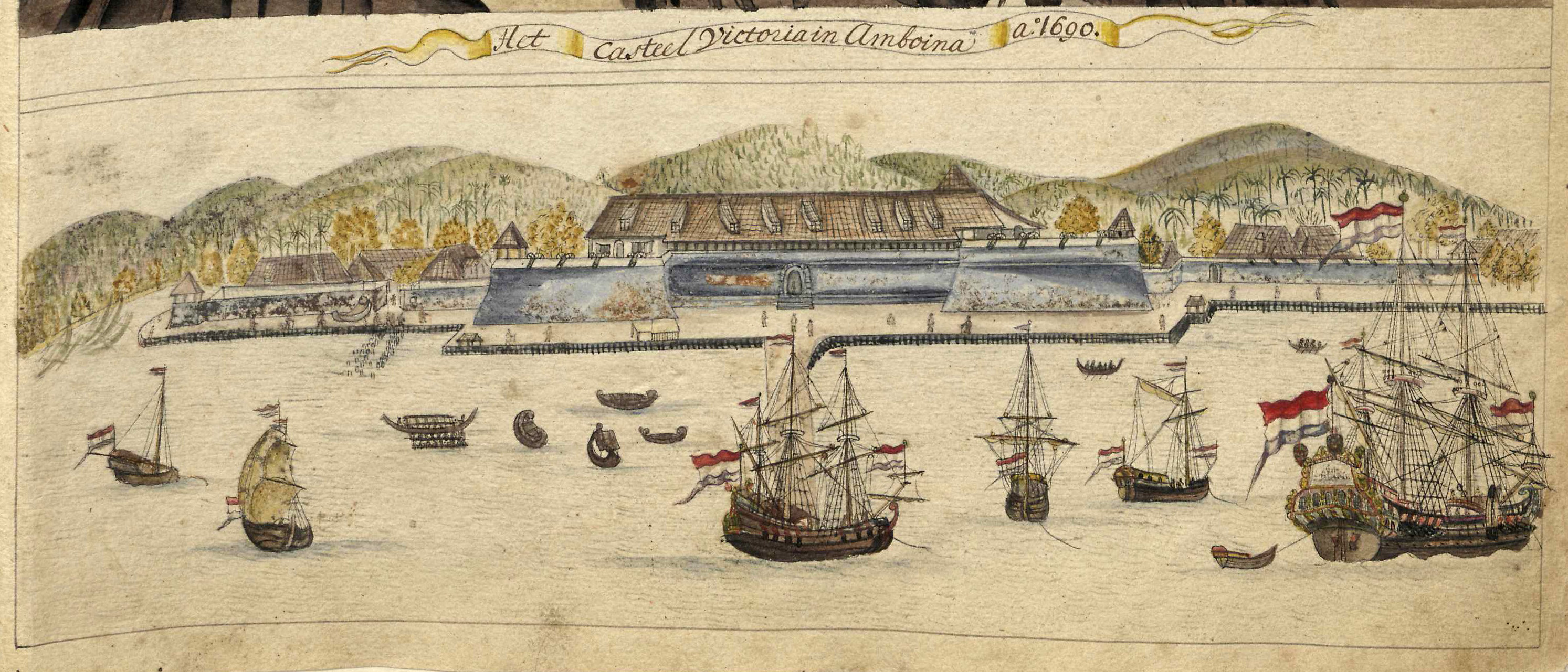
Kasteel Victoria ca. 1690.

Zes jaar bleef Hurdt gouverneur van Ambon. Francois Valentijn, die uitgebreid over Ambon schreef en Hurdt gekend heeft, was zeer over hem te spreken. Hij beschreef hem als 'een man van korte gestalte, zeer geschonden van de kinderpokjes, maar een wakker, nugteren, en zeer verstandig Landvoogd, die de E. Compagnie hier, en elders, groote diensten heeft gedaan. Hy heeft veel goede wetten, placcaaten, instructien, en een zeer nette kerkordre hier nagelaten, en zich bij veele ingezetenen zeer bemind gemaakt'. Ook trad hij op 'tegen alle soorte van sluykerijen der specerijen en ongeoorlooffde vaerten der Oostcerammers ofte Keffingers ende de Boutonders'. Bij de hongitocht van 1673 liet hij op Ceram bericht uitgaan om hem 'aen haere stranden aff te waghten en met hem in gesprecq te comen'. Hij wilde proberen een 'bestendigh verdragh' te doen sluiten tussen de vanouds strijdende facties van de Uli Siwa en de Uli Lima, maar de Raad van Indië maakte zich daar geen illusies over.

### Aardbevingen

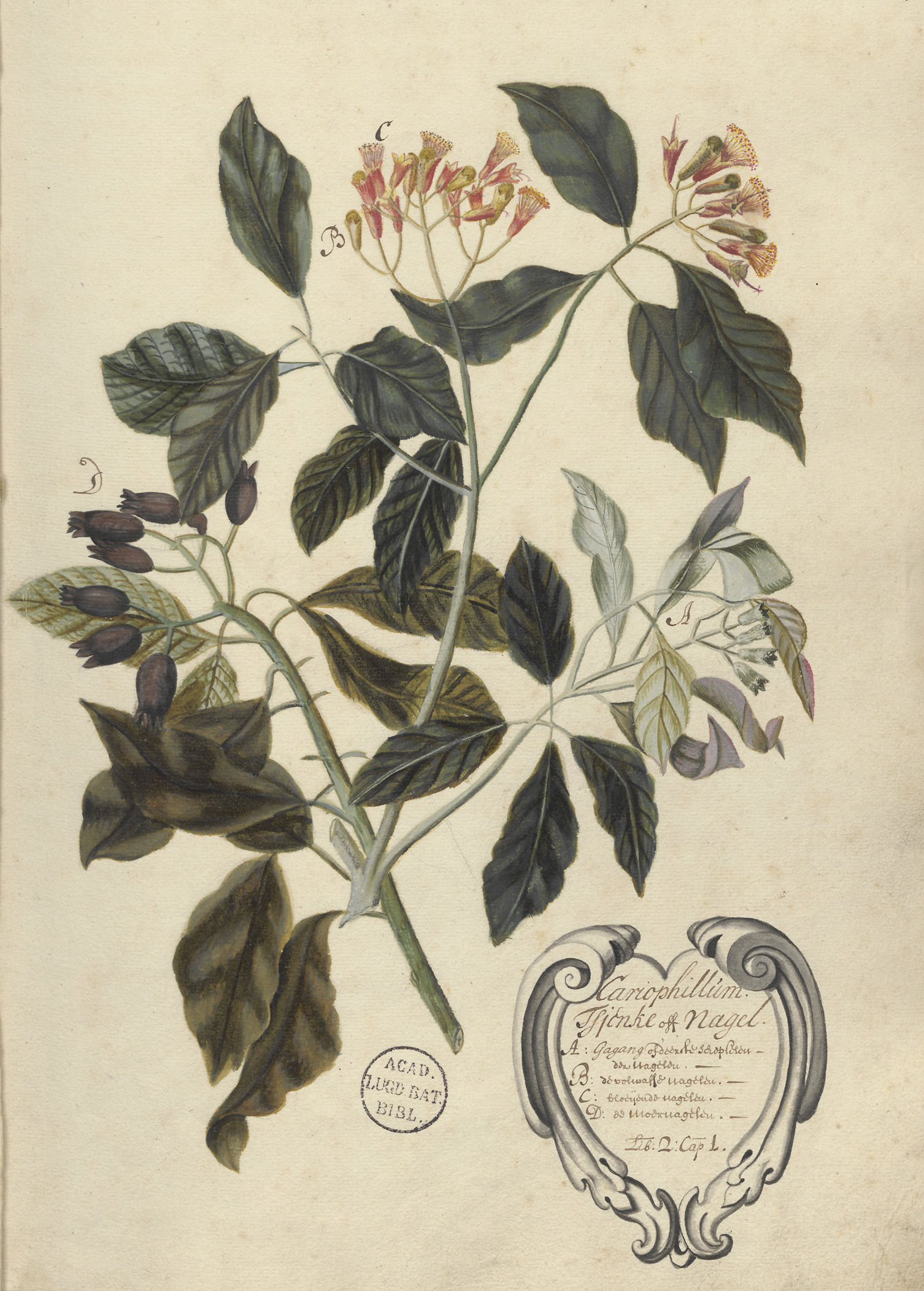
Illustratie van kruidnagels in het Amboinsche Cruijdeboek van Georg Rumphius.

De door Rumphius en Valentijn beschreven 'schrickelicke ende gans ongehoorde' aardbevingen in die jaren vielen onder zijn bewind. De grootste vond plaats op 17 februari 1674, waarbij Kasteel Victoria beschadigd werd en in de stad 'alle steene wooningen ingestort ende over de 79 menschen daer onder dood' bleven. Toen de oever van de rivier uiteen scheurde, 'sprong 't water als een fontein, daar door wel een 18 à 20 voeten hoog, met opwerping van blaauw modderagtig zand'. Hurdt en anderen vluchtten uit het fort naar de gouverneurswoning aan de Olifantsweg, die zich hogerop bevond. Daar werd 'een gebed onder den blaauwen Hemel gedaan'. Op Hitoe was het veel erger, met een 'ongemeene hooge water-vloed, dat de negryen met land, menschen ende alles daer om her wel tot 2300 toe (waer onder 31 Europeanen) weg-gesonken waeren tot een poel van 30 à 40 vademen diep, nevens noch andere wonderheden meer'. Na de aardbeving heersten overal ziektes onder mensen en dieren, vooral omdat het water in de rivieren bedorven was.

### Ternate
In juli 1675 werd Hurdt benoemd tot raad-extraordinair in de Raad van Indië, na al bijna 25 jaar dienst in de oostelijke regio. Eind 1676 maakte hij een 'sprongtogje' naar Ternate om in dat 'hoofdeloose gouvernement de vereyste ordre te stellen en den wispelturigen en verwoeden conink Amsterdam aldaar mede tot bedaaren en redelijkheyt (des doenelyk) te brengen'. Deze sultan Sibori Amsterdam sloot daarna met gouverneur Robert Padtbrugge een overeenkomst waarin hij beloofde zich voortaan verantwoordelijk te gedragen jegens zijn onderdanen en naburige eilanden. Via Tidore ging Hurdt in februari weer terug naar Ambon.
In oktober 1676 werd Hurdt samen met enkele anderen door de Heren XVII opgeroepen om in Batavia als raad-ordinair lid in de Raad van Indië zitting te gaan nemen. Dat bericht kwam in juni 1677 in Batavia aan. In mei 1678 schreef Hurdt een 'Kort berigt bij forme van Memorij' voor zijn opvolger Robbert de Vicq, en vertrok van Ambon. Hij nam 153 Ambonese soldaten en een lading kruidnagels mee. Er werd hem gevraagd om onderweg enige tijd door te brengen in de VOC-factorij in Japara, aan de noordkust van Java, waar Cornelis Speelman net vertrokken was om in Batavia directeur-generaal te worden. Hurdt voerde overleg met Isaac de Saint-Martin en de Raad van Japara over de gespannen situatie op Java in verband met de Trunajaya-opstand en reisde toen door naar Batavia, waar hij op 2 juli aankwam. Hij werd verwelkomd met een saluut van negen kanonschoten vanaf bastion Diamant van Kasteel Batavia. Enkele dagen later werd hij door gouverneur-generaal Rijcklof van Goens beëdigd in de Raad.

## De expeditie naar Kediri

### De Trunajaya-opstand

Kaart van Java.

De VOC had sinds 1646 een verbond met susuhunan Amangkurat I van Mataram. Dat rijk had zich onder diens vader, sultan Agung, door veroveringsoorlogen uitgebreid over heel Java, met uitzondering van Batavia en Bantam. Onder Amangkurat I kromp het weer ineen, mede als gevolg van zijn impopulaire schrikbewind, dat hem ook in conflict bracht met zijn oudste zoon, de kroonprins Adipati Anom, die rond 1670 in het geheim een verbond sloot met de aan het hof vastgehouden jonge raden Trunajaya uit Madura. Dat eiland was in 1624 door Agung veroverd. Trunajaya ontsnapte naar Madura en wist daar aan de macht te komen. Van daaruit voerde hij in 1675 met hulp van zwervende bendes Makassaren aanvallen uit op de noordkust van Mataram. Dit was het begin van de Trunajaya-opstand. Op basis van het vredesverdrag met Mataram stuurde de VOC in 1676 twee expedities uit tegen Trunajaya, maar zonder veel succes. Het leger van Trunajaya versloeg vervolgens in oktober bij Gegodog het leger van Mataram, dat werd aangevoerd door Adipati Anom. De hele noordoostkust kwam in Trunajaya’s bezit, op Japara na. In december 1676 werd er voor de derde keer een VOC-expeditie uitgezonden, nu onder leiding van Speelman. Deze versloeg Trunajaya in Surabaya, maar toen Speelman vervolgens naar Madura ging, trok Trunajaya het binnenland van Mataram in naar Kediri. De stad werd in juni 1677 ingenomen. Van daar viel hij ook de hofstad Plered aan, waar de kraton van Amangkurat stond, en plunderde het. Onder andere de kroon van Majapahit werd meegenomen. De oude Amangkurat stierf op de vlucht naar Japara, en Adipati Anom volgde hem daar op als susuhunan Amangkurat II. Een jongere broer, pangeran Puger, nam zijn intrek in de verwoeste en door de Madurezen weer verlaten kraton en ging zich ook susuhunan noemen.

### De Compagnie komt te hulp

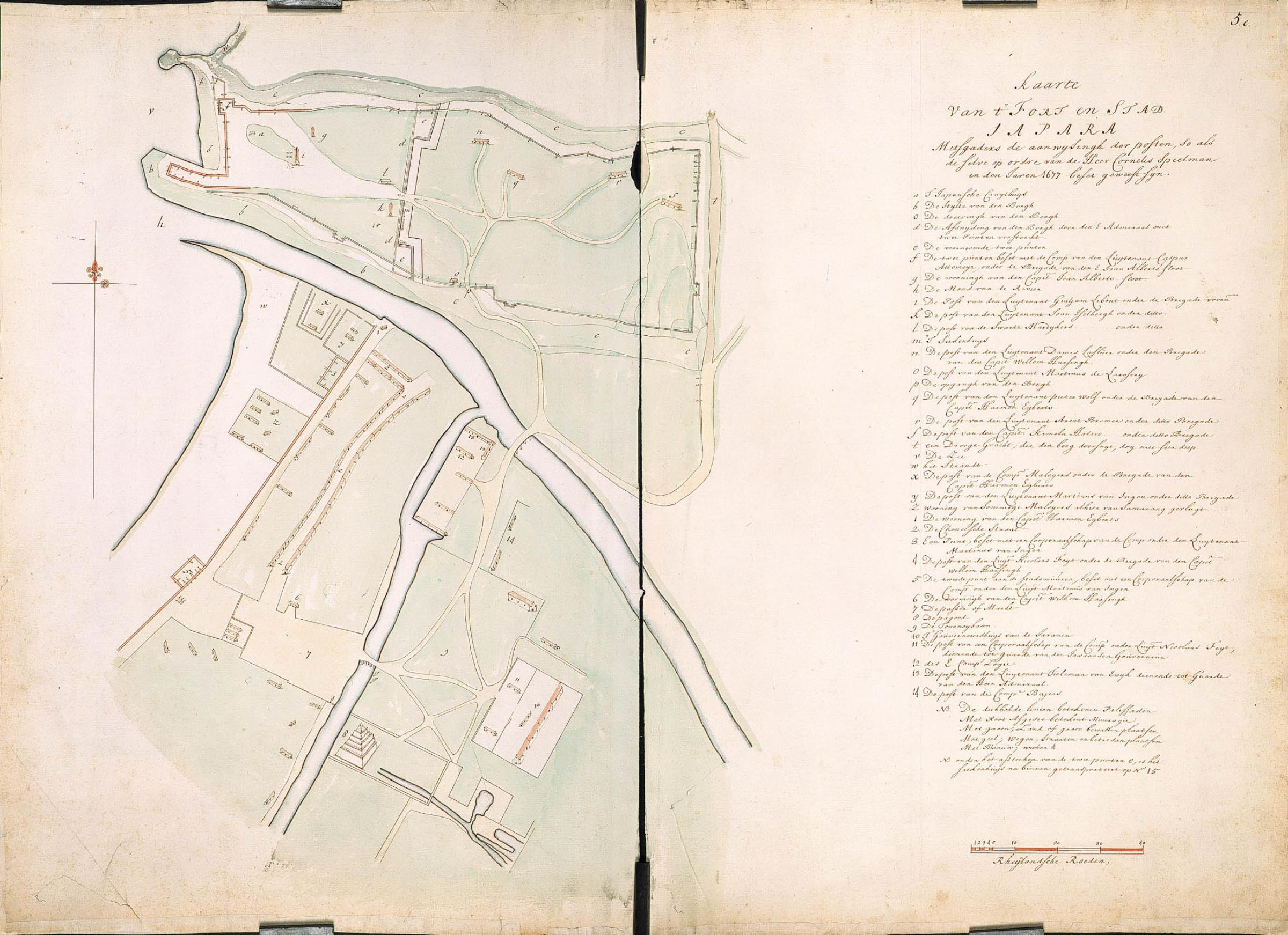
Japara. Links is de Javazee. Beneden is de stad, aan de overkant van de rivier een berg met fortificaties.

Speelman sloot in oktober 1677 contracten met Amangkurat II over militaire steun in ruil voor gunstige handelsvoorwaarden, afstand van aanspraken op het gezag over het ‘koninkrijk Jacatra’ en het leveren van rijst en hout aan Batavia. Voor niet-voldane oorlogskosten werden als onderpand de havens langs de noordkust en hun tolopbrengsten gesteld. Amangkurat wilde graag dat Speelman hem met een leger naar Kediri zou begeleiden zodat hij daar zijn rechtmatige zetel in kon nemen. Speelman was daarmee akkoord, hoewel hij zelf niet mee wilde, tot teleurstelling van Amangkurat. Gouverneur-generaal Maetsuycker en de Raad van Indië voelden er echter niet veel voor. Zij wilden niet dat de handelsactiviteiten belemmerd werden door veldtochten en veroveringen. Ook gebiedsuitbreiding buiten Japara zag de Raad niet zitten. Amangkurat was de Compagnie overigens zeer erkentelijk. Hij sprak zoals gebruikelijk bij geëerde oudere personen Speelman aan als ‘vader’, en Maetsuycker was ‘grootvader’. Deze termen zouden lang gehandhaafd blijven in Nederlands-Indië. Om zijn vriendschap ook uiterlijk te kunnen tonen had Amangkurat een pak besteld uit Nederland, van groen fluweel met gouden kant, een gouden keten met penning, zijden kousen en een zwarte hoed met pluim. Omdat het pak ruim bemeten was weten we dat Amangkurat een vrij gezet persoon was. Begin 1679 werd alles geleverd.
In januari 1678 overleed Maetsuycker. Rijcklof van Goens volgde hem op, en in april ging Speelman terug naar Batavia als de nieuwe directeur-generaal. In de Raad sloeg de stemming om, wellicht onder invloed van Van Goens. Maetsuycker stond, net als de Heren XVII, een beleid voor dat vooral gericht was op handel, met zo weinig mogelijk inmenging in de staatspolitiek in Azië. Van Goens daarentegen geloofde net als Speelman dat het voor de handel nodig was dat de VOC zelf een machtsfactor was. Bovendien had Trunajaya Surabaya en andere plaatsen aan de noordoostkust opnieuw ingenomen. Op 5 juli werd besloten om een krijgsmacht van 1400 man, waaronder 600 Europeanen, naar Oost-Java te sturen. Samen met de in Japara al aanwezige 600 Europeanen en 300 inheemsen onder Saint-Martin leverde dat een krijgsmacht van een 2300 man op. Het opperbevel zou gevoerd moeten worden door een lid van de Raad van Indië. Oorspronkelijk was het de bedoeling geweest dat de rol van Speelman zou worden overgenomen door Saint-Martin, maar die had bedankt voor de eer. Zowel Van Goens als Speelman boden zich nu aan. Van Goens had veel ervaring met Mataram vanwege de vijf gezantschapsreizen die hij gemaakt had naar het hof van Amangkurat I. De andere raadsleden wilden hen echter niet laten gaan, maar waren daartoe zelf ook niet genegen. Willem van Outhoorn en Johannes Camphuys hadden geen militaire ervaring en Jacob Jorisz. Pits had een slechte gezondheid. De keuze viel uiteindelijk op de net uit Japara gearriveerde Anthonio Hurdt, hoewel ook hij geen militaire ervaring had en bovendien niet bekend was met Java. Hij kreeg wel een aantal ervaren kapiteins mee: Abraham Daniël van Renesse, Jan Albert Sloot, Arnout Wesdorp, Frederik Hendrik Muller en Francois Tack. De inheemse soldaten hadden hun eigen kapiteins. Ook waren er 50 mariniers onder leiding van een schipper. Arung Palakka had beloofd met een leger Boeginezen te komen, maar hij arriveerde pas in december in Japara, en werd toen gevraagd door te reizen naar Batavia. Op 23 juli werd Hurdt officieel voorgesteld als ‘Superintendent, Admiraal, Velt- en Crychsoverste over ‘s Compagnies aensienelycke crychsmachten’. Op 26 juli vertrok hij uit Batavia aan boord van het 'cloecke' schip Zilversteyn ‘tot vermeerderingh van Comps. Loffelycke reputatie, herstellingh van den Sousouhounangh, tranquilliteyt van d’onruste ende getroubleerde landen, demping ende uytroeinge van de mutinerende rebellen ende ons aller welvaren’. Op 4 augustus was hij weer in Japara.

### De opmars

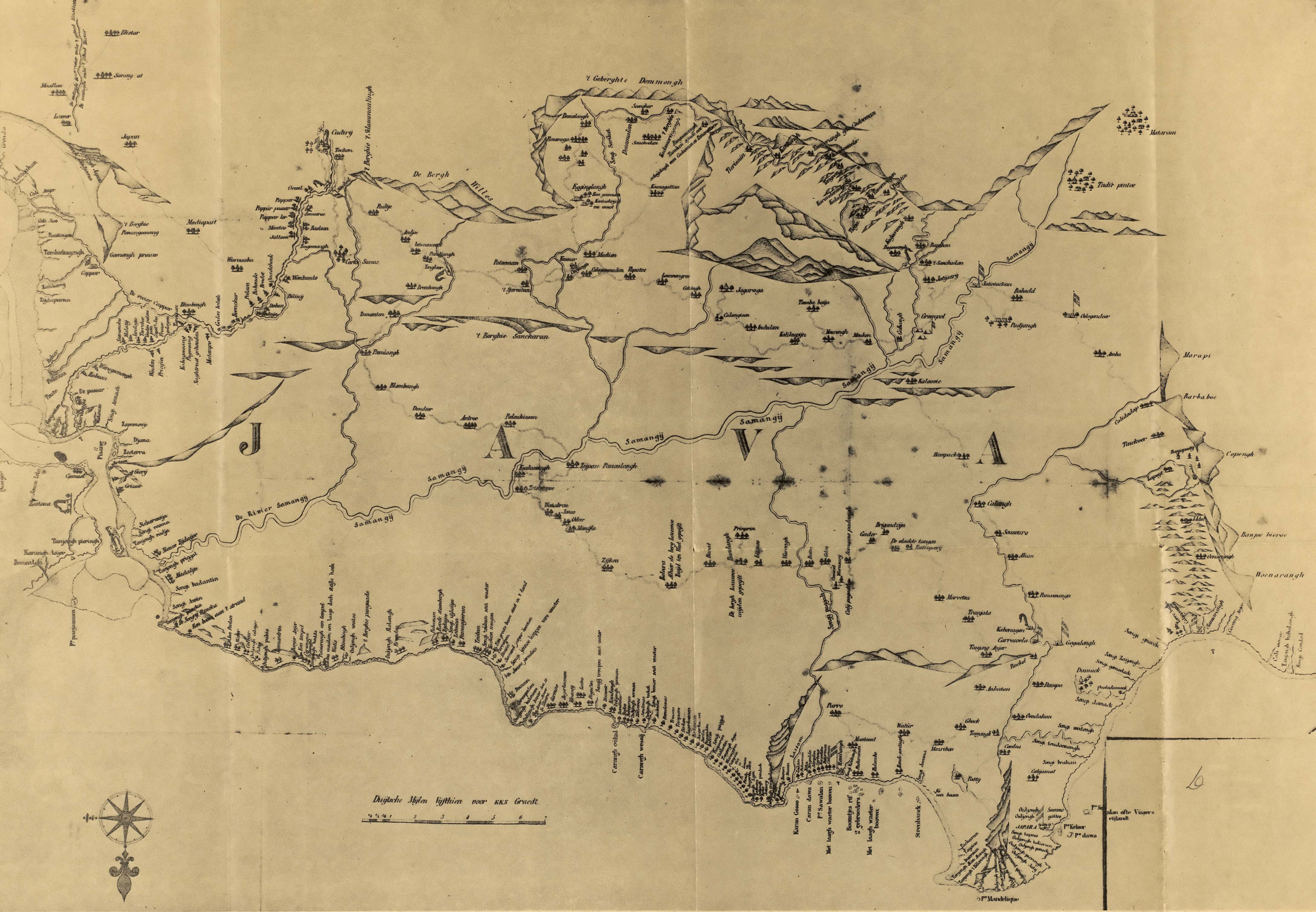
Kaart van Java gebruikt door Anthonio Hurdt in 1678. Het noorden is beneden. De kust was eind 17e eeuw nauwkeurig in kaart gebracht, de route naar de kraton van Plered was bekend door de gezantschappen naar Mataram. Over het binnenland en de locatie van 'Cadirij' had men schaarse informatie en de kaart berust daar vooral op horen zeggen.

De tocht naar Kediri was de eerste keer dat de VOC een expeditie in het binnenland van Java ondernam. De opmars vond plaats in drie kolonnes. Het oorspronkelijke idee was van Speelman, en hoewel Hurdt liever vanuit Surabaya een snelle directe aanval op Kediri deed wilde Amangkurat II graag aan Speelmans plan vasthouden, met drie lange marsen door het binnenland om overal zijn gezag te kunnen vestigen. Dit werd vanaf 21 augustus vanuit Japara ten uitvoer gebracht. Het idee was om een zo groot mogelijk gebied te doorkruisen, onderweg meer manschappen te verzamelen en daarna de gezamenlijke aanvalskracht te concentreren op Kediri.
Tack en Sloot gingen eerst naar Semarang aan de kust en trokken toen landinwaarts en daarna met een grote bocht naar het oosten naar Grompol, het rendez-vous, om van daar verder te gaan naar Kediri. Sloot moest al vrij snel terugkeren naar Japara wegens ziekte. Renesse en Muller gingen eerst naar Rembang, aan de kust ten oosten van Japara, en trokken toen via een lange zigzag route naar Kediri. Hurdt, Saint-Martin (die commandeur werd genoemd), Wesdorp en Amangkurat verlieten met de hoofdmacht op 5 september Japara. Amangkurat kreeg een lijfwacht van 50 Europese soldaten onder luitenant Pieter Craan. Ook een deel van zijn hofhouding en zijn heilige erfstukken (pusaka’s), die hem in de ogen van de bevolking zijn magische krachten gaven, gingen mee. Achter de hoofdmacht aan kwam een 1 á 2 kilometer lange 'trein' van 100 door buffels getrokken karren en zo'n 1000 dragers met proviand en bagage. Deze stond onder leiding van de kapitein en treinmeester Jeremias van Vliet (een zoon van Jeremias van Vliet), en werd later ook vaak vooruit gestuurd. De hitte was zo groot dat buffels af en toe bezweken. Allen trokken naar het zuiden door het rivierdal van de Kali Serang, een landschap met merendeels rijstvelden en hier en daar dorpen, en bereikten via Godong de waterscheiding. Daarna volgde een zware tocht door de bergen met soms hevige onweersbuien. Op 21 september werd Grompol bereikt, waar de kolonne van Tack al gearriveerd bleek te zijn. Deze trok daarop zuidelijk om de berg Lawu heen, om zich in oostelijke richting bij Kadjang opnieuw met Hurdt te verenigen. Er waren inmiddels veel zieken door 'd'heete koortse' (waarschijnlijk malaria), die gedragen moesten worden of teruggestuurd werden met lege karren of per paard, wat een punt van grote zorg was voor Hurdt. Groepjes Trunajaya-aanhangers volgden de kolonne en hadden het gemunt op soldaten die zich te ver van de kolonne begaven. Er werden daarom veel vaandels gedragen. De voortvarende kapitein Wesdorp trok met de voorhoede te paard regelmatig vooruit om te verkennen en raakte af en toe slaags met zich terugtrekkende kampongs verbrandende aanhangers van Trunajaya. Op 7 oktober bereikten ze door een dicht bos de vlakte van Kediri en een week later het plaatsje Singkal aan de rivier de Brantas. Men had gehoopt die daar over te kunnen steken maar de rivier was gezwollen tot meer dan 100 meter breed en er waren nergens vaartuigen te bekennen. De vijand had aan de overkant batterijen met kanonnen opgesteld.

### Het kamp bij Singkal

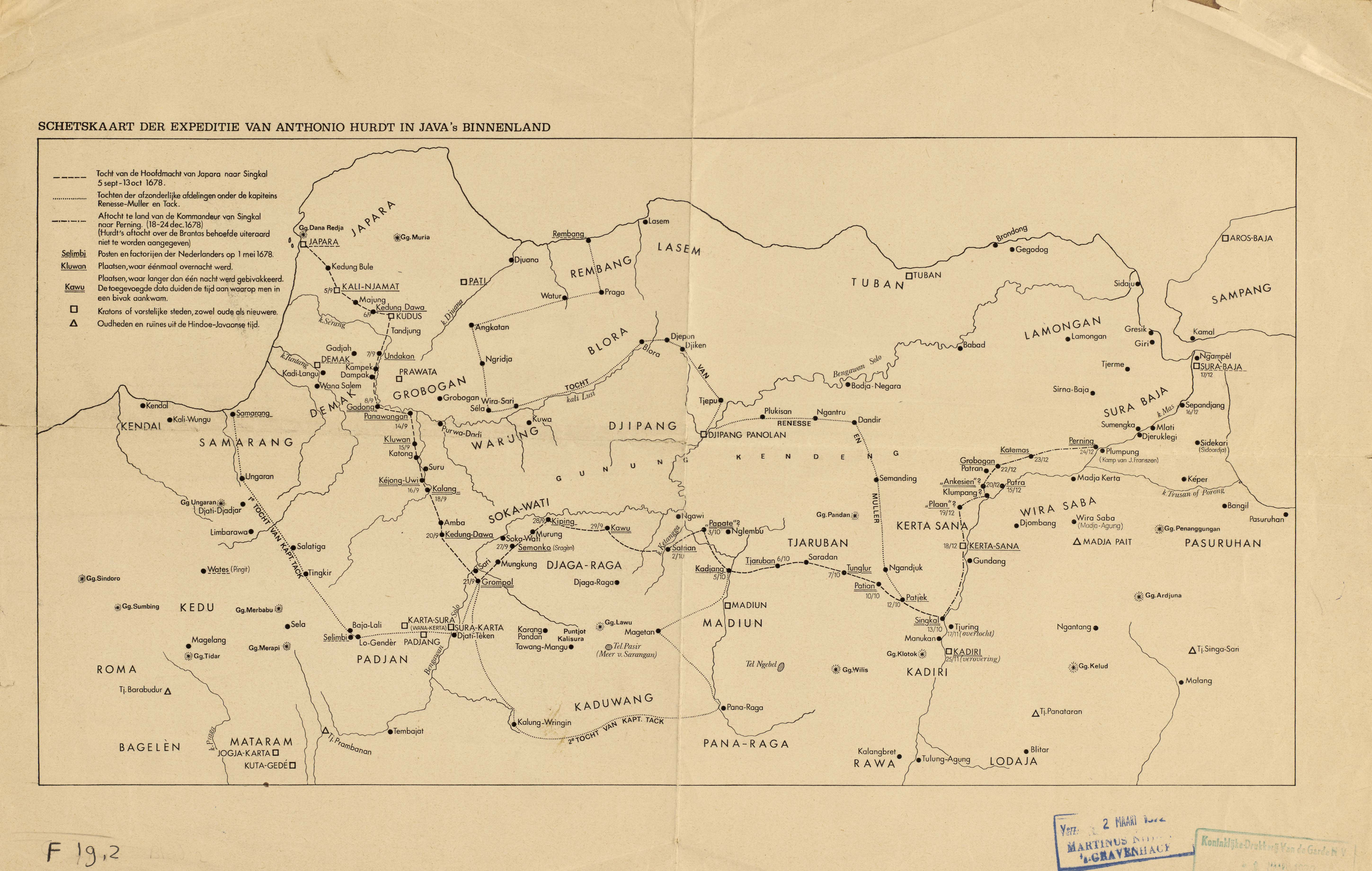
Modernere versie van de kaart van de Kediri expeditie, met de routes van de kolonnes. De originele kaart bleek redelijk te kloppen, met enkele vergissingen, zoals de plaatsnaam 'Tranjata' die waarschijnlijk het antwoord is van een kust-Javaan: 'Ik begrijp U niet'.

In Kediri bevonden zich naar verluidt zo’n 7000 gewapende mannen, waarvan ongeveer de helft Madurezen. Hurdt was gedwongen twee maanden door te brengen in Singkal, waarbij om het hele kamp aan de landzijde een 6 kilometer lange palissade werd gebouwd, en later nog een apart vierkant houten fort. Het kamp werd van over de rivier voortdurend beschoten met kanonnen. Bij gebrek aan kogels werd er ook geschoten ook met schroot, stukken ketting, hoepels van tonnen en ander spul. Qua artillerie kon Hurdt daar weinig tegenover stellen. De vijand was zo dichtbij dat over en weer geroepen kon worden, en er 's nachts vanaf de overkant gamelanmuziek was te horen. Af en toe kwamen opstandelingen bij het plaatsje Manukan te paard de rivier over om raids uit te voeren. Op 14 oktober werd kapitein Wesdorp daar met zijn brigade aangevallen bij een verkenning om te zien of het leger daar de rivier over kon steken. Hierbij vielen 10 doden, waaronder Wesdorp zelf en twee vaandeldragers. Eén vaandel werd buitgemaakt door de vijand. ‘’T welk voorwaer niet weijniger tot onse disreputatie als aanmoedinge van den vijand gestrekt heeft’. Bij een raid op het kamp werd een broer van Trunajaya, Suradipa, dodelijk gewond. Zijn bebloede kris werd aangetroffen op de plek waar hij hem had laten vallen.

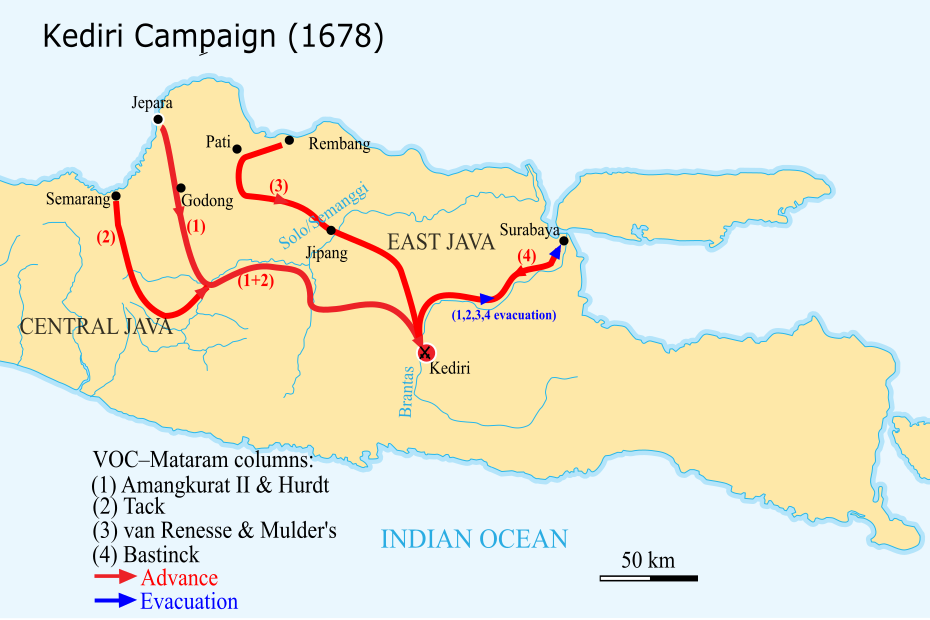
De route van de kolonnes naar Kediri en naar Surabaya.

Op 16 oktober kwam de kolonne van Renesse en Muller in Singkal aan. Muller stierf daar vier dagen later na een langdurige 'sware siekte'. De luitenant Casper Altmeijer werd tot kapitein bevorderd. Hurdt bevond zich in een moeilijke, ingesloten positie, met veel zieken. 10 Europese soldaten deserteerden in de loop der tijd door de Brantas over te zwemmen en zich aan te sluiten bij Trunajaya. Hurdt schreef zorgelijke brieven naar Batavia waarin hij onder meer zinspeelde op zijn ontslag en vervanging door majoor Christiaan Poleman. Ook in Batavia vroeg men zich af of men niet te veel hooi op de vork had genomen, en men maakte zich zorgen over het reputatieverlies waar een terugtocht zonder inname van Kediri toe zou leiden bij de Javanen. Sultan Ageng Tirtayasa van Bantam leek op het punt te staan gebruik te maken van de afwezigheid van zoveel militairen in Batavia. Hurdts krijgsmacht bestond op dat moment uit 1912 soldaten, waarvan 719 Europeanen (de helft met buikloop), 214 Ambonezen, 239 Mardijkers, 189 Balinezen, 343 Bataviase Javanen, 114 Bataviase Maleiers en 94 Makassaren. Amangkurat had een leger van ruim 13.000 Javanen, merendeels onderweg verzameld. Hoewel een informant uit het kamp van Trunajaya had gezegd dat daar zo'n 1000 gewapende mannen waren bleek later dat hij er ruim 14.000 had, waarvan de helft Madurezen. Op 3 november kwam nog de koopman Willem Bastinck met 12 Europeanen en zo’n 3000 Javanen en anderen in Singkal aan met 840 door buffels getrokken karren met rijst en andere voorraden uit Surabaya. Met de buffels, 7 à 8 per kar, was ook de vleesvoorraad weer aangevuld. Bij een nachtelijke aanval van opstandelingen te paard werd een tiental karren in brand gestoken, maar alle bagage was inmiddels binnen het fort gebracht.

### De verovering van Kediri

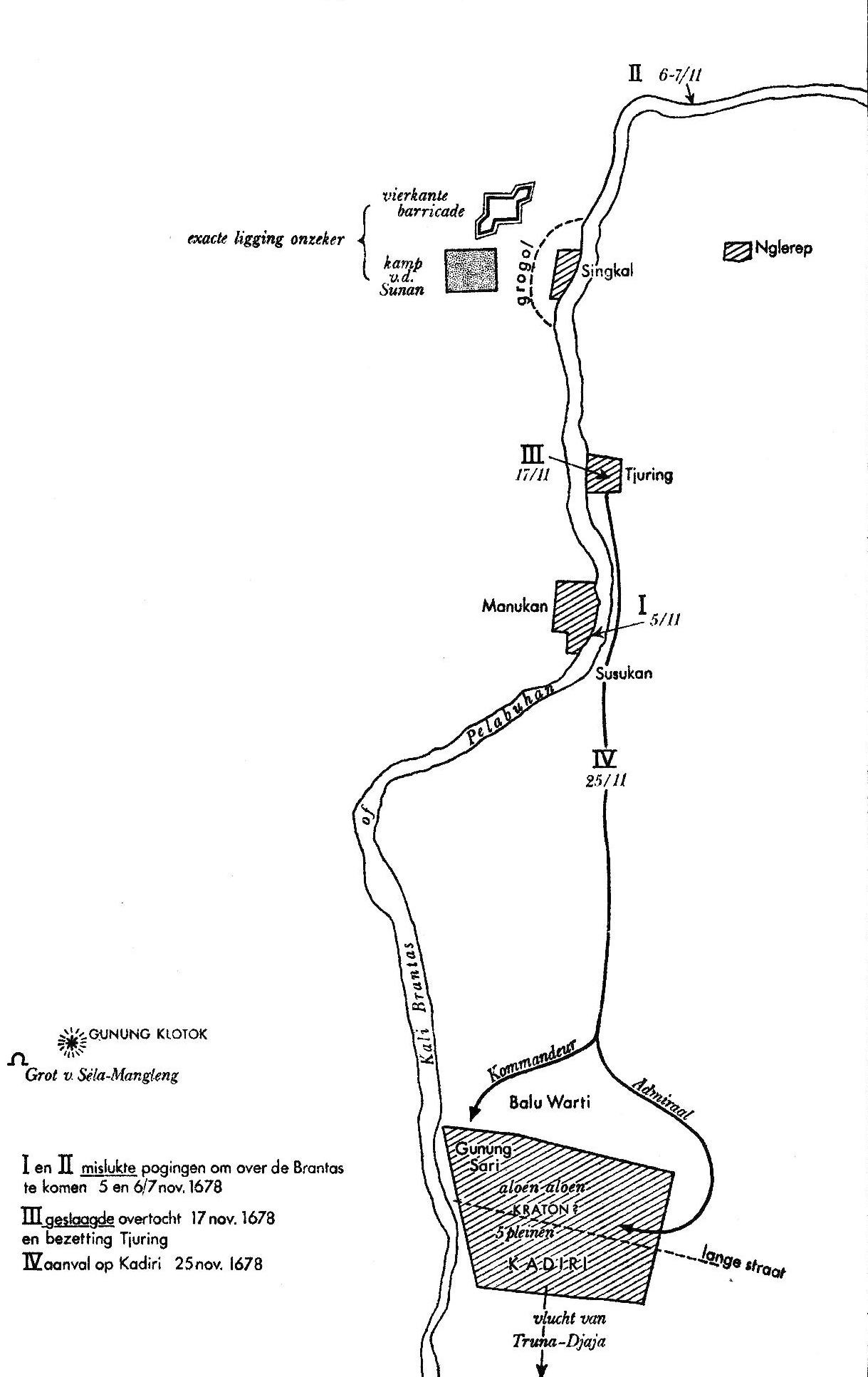
Situatie tekening van Singkal, de Brantas en Kediri.

In de nacht van 10 november werd met bijna de gehele legermacht een poging gedaan om verderop de rivier over te steken. Eerder waren langs de oever vier prauwen gevonden die daar door de rebellen tot zinken waren gebracht. Deze werden aan de kant gehaald, gerepareerd en van beschermende bamboe matten voorzien. De stroming bleek echter te sterk, en er werd vanaf de overkant geschoten, zodat de poging mislukte. De ongedisciplineerde Javanen van Amangkurat waren bij de aanvang al gevlucht. Vier kanonniers van de weinige kanonnen die Hurdt bezat kwamen bij de poging om het leven.

Op 17 november lukte het wel. Het water in de rivier stond plotseling kortstondig veel lager. In de Javaanse geschiedschrijving werd dit later toegeschreven aan de magische krachten van Amangkurat. Met de prauwen en de paarden werd de rivier nu onder leiding van de kapiteins Tack, Renesse en Altmeijer onder hevig vijandelijk vuur overgestoken. Volgens Hurdt hielden de opstandelingen ‘het ongevaar een half uir met defenderen dapper gaande, dog als d’onze vast op hare baterijen bleven aandringen en daar binnen begonnen te breken, stelden zij en vervolgens de gantsche besetting langs de rivier meer dan een mijl weegs het op de vlugt na Cadirij’. Er werden 11 ijzeren en metalen kanonnen buitgemaakt. Bij Trunajaya vielen tussen de 30 en 40 doden, bij Hurdt niemand. Renesse raakte door een kogel licht gewond.

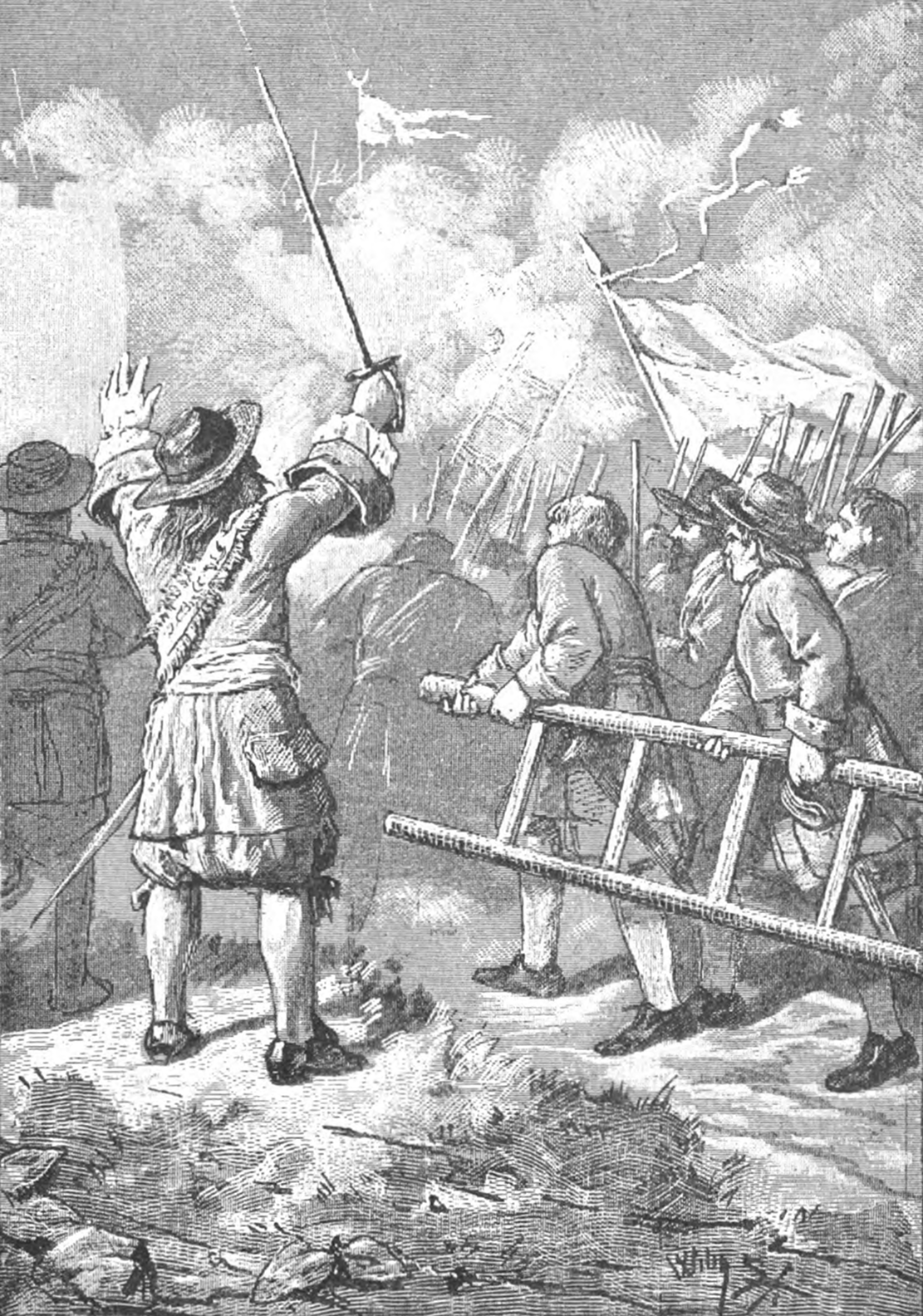
De bestorming van Kediri. Illustratie uit 1890.

Kediri was nu dichtbij, maar Hurdt was voorzichtig. Kediri, rechthoekig, met een omtrek van 8,5 kilometer, was geheel omringd door stenen muren met hier en daar grachten en 43 boven de muren uitstekende stellages met kanonnen. Binnen de muren waren zowel stenen als houten huizen en veel bomen. In het midden was de kraton, met het hoofdplein ervoor, de alun-alun. Hurdt was voorstander van een beleg, terwijl Tack voor een directe aanval was. Na een verkenning door Tack van de posities van Trunajaya’s troepen werd op 25 november de aanval ingezet met 1200 man. 500 bleven achter onder Renesse om het kamp bij Singkal te bewaken. Twee brigades onder Saint-Martin en Tack vielen Kediri van de noordwestzijde aan. Hurdt en Altmeijer van de oostzijde. Na hevige gevechten werden de vijf kratonpleinen, die door nauwe poorten van elkaar gescheiden waren, veroverd. De dikke houten deuren van de poorten werden door mariniers met handgranaten opgeblazen. Saint-Martin en Tack waren het eerst op de alun-alun. Van daar drongen zij de hofvertrekken binnen, waar bleek dat Trunajaya kort tevoren ontsnapt was met medeneming van een deel van zijn in Plered gestolen rijkdom. Er bleef echter nog genoeg over voor de overwinnaars. ‘’t Plunderen ging door heel Cadierij’, maar ‘de oude coninkl. Madjapaidse cierlijke croon was tot groot geluck ongeschend in handen van capn. Tack comen te vervallen’. Op 28 november liet Hurdt een plakkaat publiceren waarin het iedereen in de krijgsmacht verboden werd ‘diergelijke roverijen en plunderingen, ‘t sij van menschen of goederen, te plegen’ of anders gestraft te worden als ‘perturbateurs en openbaare vijanden van het welvaaren deses lands, mitsgaders den staat van d.E Compe.’
Omdat men het te druk had met plunderen werd verzuimd om Trunajaya te achtervolgen. Hij maakte van de chaos gebruik om met een aantal getrouwen te vluchten naar Malang, met de bedoeling om van daar naar Madura over te steken. De verliezen aan Hurdts zijde waren 7 doden en 27 gewonden. ‘Des vijands dooden heeft men niet geteld, doordien wijd en zijd verspreijd waren’. 27 grote en kleine kanonnen werden buitgemaakt, minder dan verwacht. Vele waren door Javanen meegenomen. De tien deserteurs werden opgepakt en berecht. Negen werden opgehangen, één ging voor zes jaar de gevangenis in. Op 27 november werd een gebedsdienst gehouden en werd 'onder 't lossen van drie cherges ende eenige canonschooten' de kroon van Majapahit aan Amangkurat II overhandigd, die hem op zijn hoofd zette.

### De terugtocht

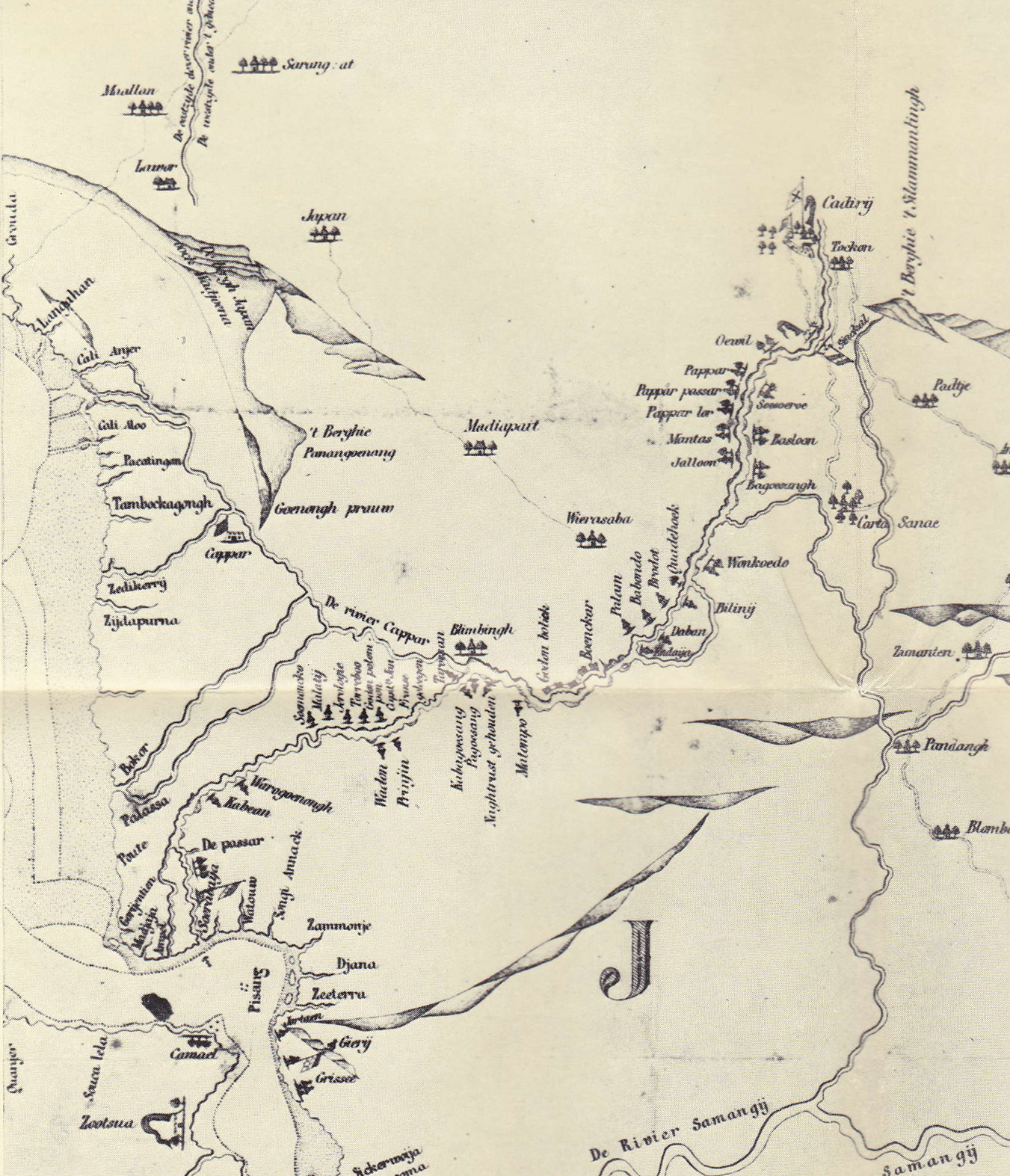
Detail van Hurdts kaart, met Kediri (Cadirij), de rivier de Brantas en Surabaya (Soerabaya).

De verdedigingswerken van Kediri werden geslecht om te voorkomen dat Trunajaya er weer bezit van zou nemen. Op 12 december werd de terugtocht aanvaard in twee gedeelten. Hurdt, Renesse en Tack voeren de rivier af naar Surabaya met de zieken, geschut en bagage, met prauwen ‘wijt en zijd uijt de grondt opgehaelt’ en gerepareerd. Ze voeren langs veel door Makassaren afgebrande dorpen aan beide zijden van de rivier. In Surabaya werden ze verwelkomd door majoor Christiaan Poleman, Hurdts opvolger.
Het gedeelte dat kon lopen of paardrijden was onder leiding van Saint-Martin en Altmeijer over land gegaan. Amangkurat had nog zo'n 1000 Javanen over. De anderen waren teruggekeerd naar hun dorpen en akkers. Na een zware tocht door moessonregens, modder en moerassen kwamen ze op 5 januari 1679 in Surabaya aan, drie weken na Hurdt. Er waren grote verliezen geleden aan ziekte en uitputting. ‘Vallende het volk dagelijcks in en sterven sonder lang te leggen, al gaandewech’.
Op 23 december kwam het nieuws van de overwinning aan in Batavia, waar vanaf het Kasteel en op de rede liggende schepen meer dan honderd saluutschoten werden afgevuurd. Drie dagen later werd een groot zegefeest gehouden met Chinees vuurwerk, dat besloten werd met een optocht van de 'gequalificeerden', benevens het 'jufferschap, en de vrouwen van Radja Palacca' en een felicitatiebezoek aan de 'gemalinne' van Anthonio Hurdt. Hurdt zelf was toen nog ziek aan boord van een schip in Surabaya ('aangegrepen door kolyk'). Hij droeg het bevel over aan Poleman en was pas op 2 april terug in Batavia. Hij kreeg een triomfantelijke ontvangst met een haag van soldaten en negen saluutschoten vanaf bastion Diamant van Kasteel Batavia.

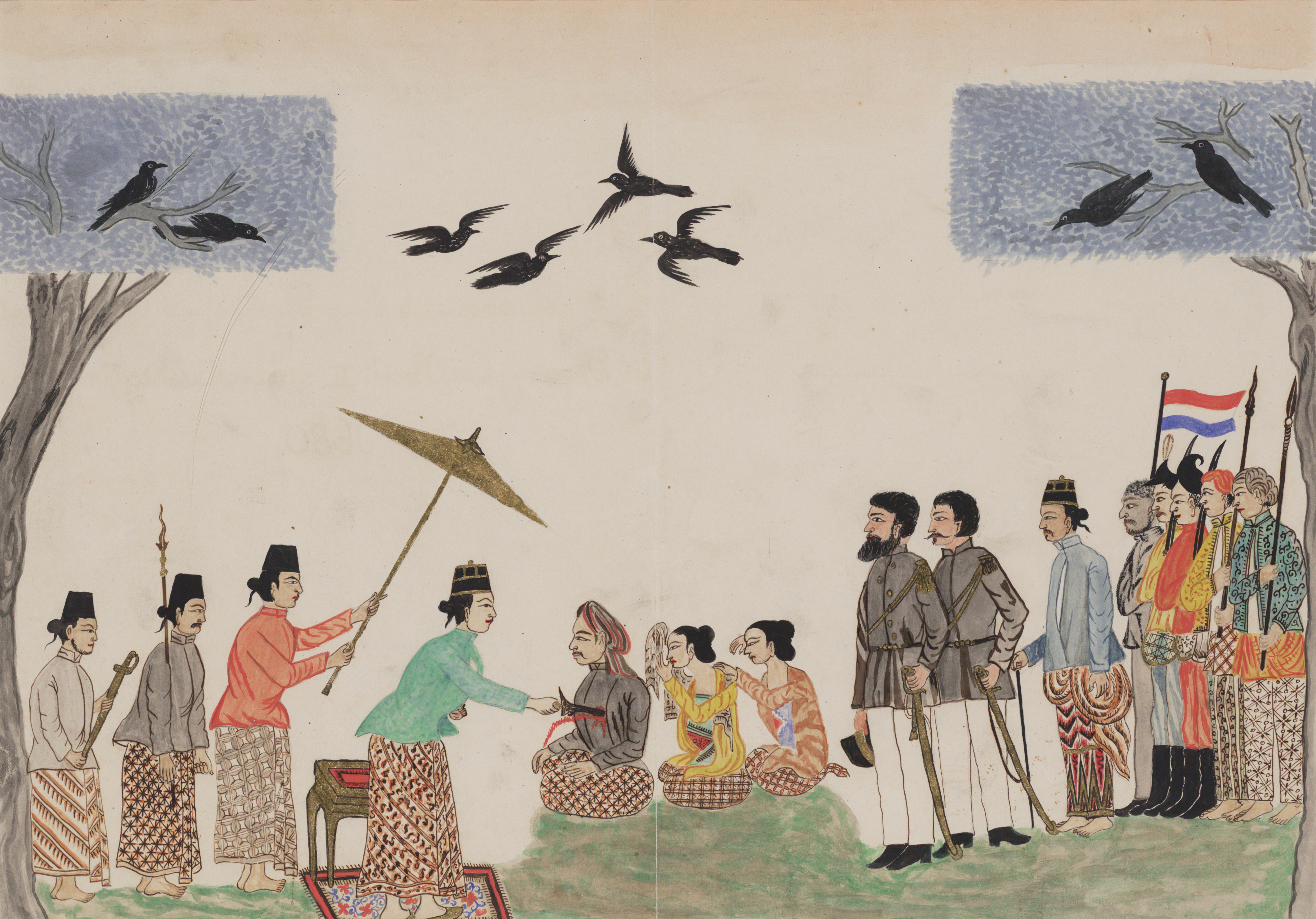
Amangurat II vermoordt Trunajaya.

Poleman ging naar Oost-Java om daar de laatste Makassaren van Java te verdrijven. Na het overlijden van Poleman ging het bevel over op Jacob Couper, die met Renesse en de Ambonese kapitein Jonker in december Trunajaya achterhaalde in het oostelijke Kelud-gebergte en overleverde aan Amangkurat II. Tegen de afspraak in vermoordde deze zijn vroegere bondgenoot tijdens diens officiële overgave door hem met zijn kris te doorsteken.
Amangkurat II kon in 1680 weer terugkeren in de verlaten kraton van Plered. Er werden daar slechts wat oude kanonnen en oude vrouwen aangetroffen. Poeger was verdwenen en gaf later zijn troonaanspraak op. In november 1681 verzoende hij zich met Amangkurat. Deze liet vlak bij Plered een nieuwe kraton bouwen: Karta-Sura Adi-ning-Rat (ten westen van het huidige Solo). Tegenover het kraton kwam een pagger (een fortje van houten palissaden) met een lijfwacht van een aantal Nederlandse soldaten, ter bescherming van de susuhunan of om hem in de gaten te houden was nooit helemaal duidelijk.
Het was vooral door de verdragen die na Hurdts expeditie met Amangkurat II van Mataram werden gesloten dat de VOC in Java begon te veranderen van een handelsonderneming in een politieke macht van betekenis.

## Directeur-generaal
Na zijn terugkomst in Batavia nam Hurdt weer zitting in de Raad van Indië. Vanaf mei 1679 was hij ook voorzitter van het Schepencollege. In 1680 stond hij zijn jongere broer Melchior bij, die als commandeur van Sumatra's Westkust onder verdenking van fraude was komen te staan en door commissaris Laurens Pit de Jonge naar Batavia was gestuurd voor nader onderzoek.
In november 1681 repatrieerde Van Goens en benoemden de Heren XVI Speelman tot gouverneur-generaal. Balthasar Bort werd directeur-generaal, en mocht deze overlijden zou Hurdt hem moeten opvolgen. Toen zowel Speelman als Bort op 11 januari 1684 enkele uren na elkaar overleden maakte Hurdt aanspraak op de opvolging van Speelman, vooral gezien, zo betoogde hij, zijn bereidwilligheid om destijds de expeditie naar Kediri te leiden terwijl anderen thuis bleven. Toch werd in een geheime stemming in de Raad onverwacht Johannes Camphuys tot gouverneur-generaal gekozen, die daarmee Hurdt en Van Outhoorn passeerde. Hurdt werd tegen zijn zin slechts opvolger van Bort. Isaac de Saint-Martin trad korte tijd later toe als nieuw raadslid. De benoemingen werden later bekrachtigd door de Heren XVII.

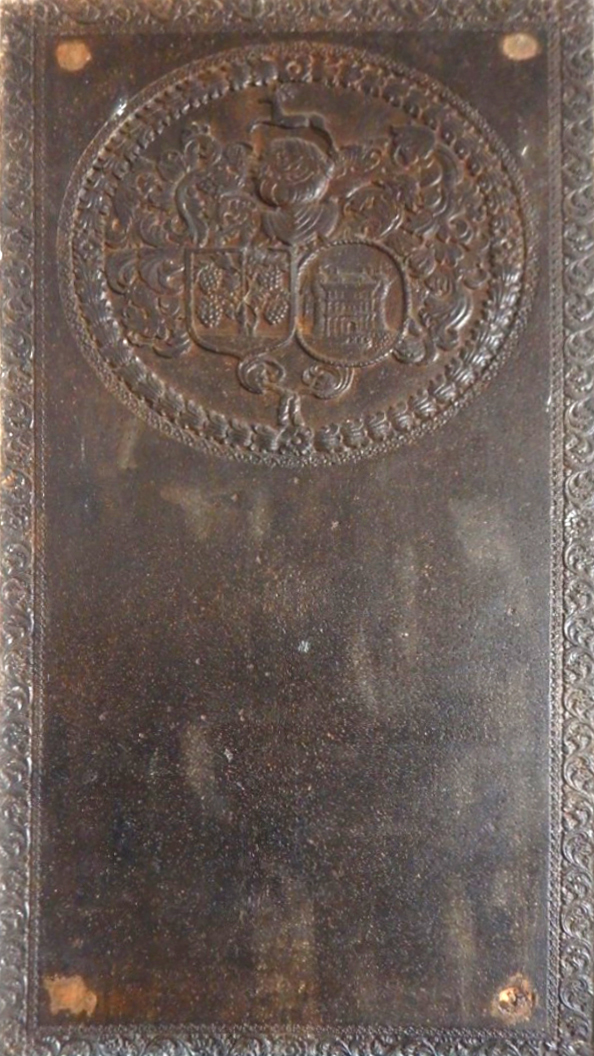
Grafsteen van Anthony Hurdt in Tanah Abang.

Het boterde niet tussen Camphuys en de ontevreden Hurdt, die enkele medestanders had onder de jongere raadsleden, die tegen hem opkeken vanwege de expeditie naar Kediri. Hieruit ontstonden 'dissentiën, oneenigheden en verwijderingen'. In 1687 bleef Camphuys lange tijd buiten de vergaderingen omdat hij 'indispoost was, door verstoppingen en benaauwdheid'. Hij gaf zijn inbreng slechts in de vorm van sarcastisch gestelde briefjes. Hij klaagde regelmatig, zij het in bedekte termen, bij de Heren XVII over het eigenmachtig optreden van Hurdt en zijn factie. De Heren XVII besloten in november van dat jaar Hurdt eervol te ontslaan en voor de keuze te stellen 'op de honorabelste wyse als commandeur over de retourvloot' te repatriëren of als vrijburger in Batavia te blijven. Hurdt bleef nog tot 28 september 1688 in functie en trok zich toen terug op zijn landhuis met de bedoeling nog een jaar in Batavia te blijven en dan te vertrekken. Hij stierf echter op 7 december 1689.

## Nalatenschap
Hurdt werd begraven op de begraafplaats Tanah Abang. Na de dood van zijn eerste vrouw was Hurdt hertrouwd met Jacomina Hoogkamer. Zij hadden een dochter Catharina, die trouwde met Pieter de Vos, die na een lange carrière in Azië in 1705 Raad van Indië werd.
Het verslag van de veldtocht naar Kediri werd in 1971 door de historicus H.J. de Graaf voor het eerst volledig uitgegeven. Het verslag was bijgehouden door de secretaris Johan Jurgen Briel, als Dagregister gehouden in den optogt na Cadiery met Comps. uijtgesette Crijgsmagt, onder d’E. Heer Anthonio Hurdt, Raad ordinaris van India, admirael, mitsgaders superintendent en veldoverste deser Expeditie, beginnende met den 4de September 1678 van Iapara.
- Library of Congress Control Number: n2007002423
- Système universitaire de documentation: 244782083
- Virtual International Authority File: 46205985
- WorldCat: E39PBJqk3yPB8mgC9dxwcDr6rq